# Nahavand
Nahavand (persiska نهاوند) är en stad i västra Iran. Det är den tredje största staden i provinsen Hamadan och har cirka 80 000 invånare.